# Locus iste, WAB 23
Locus iste (Ce lieu a été créé par Dieu), WAB 23, est un motet composé par Anton Bruckner en 1869 pour la dédicace de la chapelle votive de la nouvelle cathédrale de Linz.

## Historique
À l'époque, Bruckner vivait à Vienne, enseignant au Conservatoire de Vienne en tant que professeur d'harmonie et de contrepoint. Auparavant, de 1855 à 1868, il avait été organiste à l'ancienne cathédrale de Linz. Il avait à cette époque été commandité par l'évêque Franz-Josef Rudigier pour la composition d'une cantate festive pour la pose de la première pierre de la nouvelle cathédrale. Il avait ainsi composé la Cantate festive Preiset den Herrn, qui avait été exécutée le 1er mai 1862 sur le site de la construction.
La Votivkapelle (chapelle votive) a été achevée en 1869 comme première partie de la nouvelle cathédrale. Bruckner composa le Locus iste le 11 août 1869 pour la cérémonie d'inauguration de la chapelle votive. Ce fut le premier motet que Bruckner composa à Vienne.
Tandis que certaines sources affirment que le motet a été exécuté le jour de la dédicace, le 29 septembre 1869, avec la première exécution de la Messe en mi mineur, il a été en réalité exécuté quatre semaines plus tard, le 29 octobre, au même endroit,. Bruckner a dédié l'œuvre à Oddo Loidol, un de ses élèves au Conservatoire de Vienne.
Le motet, dont le manuscrit est dans une collection privée (Dr Arthur Wilhelm, Bottmingen), a été édité avec trois autres graduels (Christus factus est, WAB 11, Os justi, WAB 30, et Virga Jesse, WAB 52) par Theodor Rättig, Vienne en 1886. Le Locus iste, qui est souvent exécuté à l'occasion de l'anniversaire de la dédicace d'une église, est édité dans le Volume XXI/25 de la Bruckner Gesamtausgabe.

## Texte
Le texte latin Locus iste est la graduel de la messe pour la Kirchweih, l'anniversaire de la dédicace d'une église. Le texte, concentré sur le concept d'endroit sacré, est basé sur l'histoire Biblique de l'échelle de Jacob, où Jacob disait « Certainement, l'Éternel est en ce lieu et je ne le savais pas » (Genèse, 28:16), et le récit du buisson ardent où il disait à Moïse « Retire tes chaussures de tes pieds, car le lieu sur lequel tu te tiens est une terre sainte » (Exode, 3:5).
| Locus iste a Deo factus est, inaestimabile sacramentum, irreprehensibilis est. | Ce lieu a été créé par Dieu, Un sacrement inestimable ; Il est irréprochable. |

## Composition
Le motet en ut majeur de 48 mesures est conçu pour chœur mixte a cappella. Sa durée d'exécution est d'environ trois minutes. 
Bruckner a composé les trois lignes de texte en forme « ABA » terminée par une coda, « A » contenant la première ligne du texte et assurant l'encadrement des deuxième et troisième lignes. Pierre Strasser suggère que la composition reflète des éléments d'architecture, comme dans la symétrie de la forme da capo et l'utilisation de motifs comme des blocs de construction.

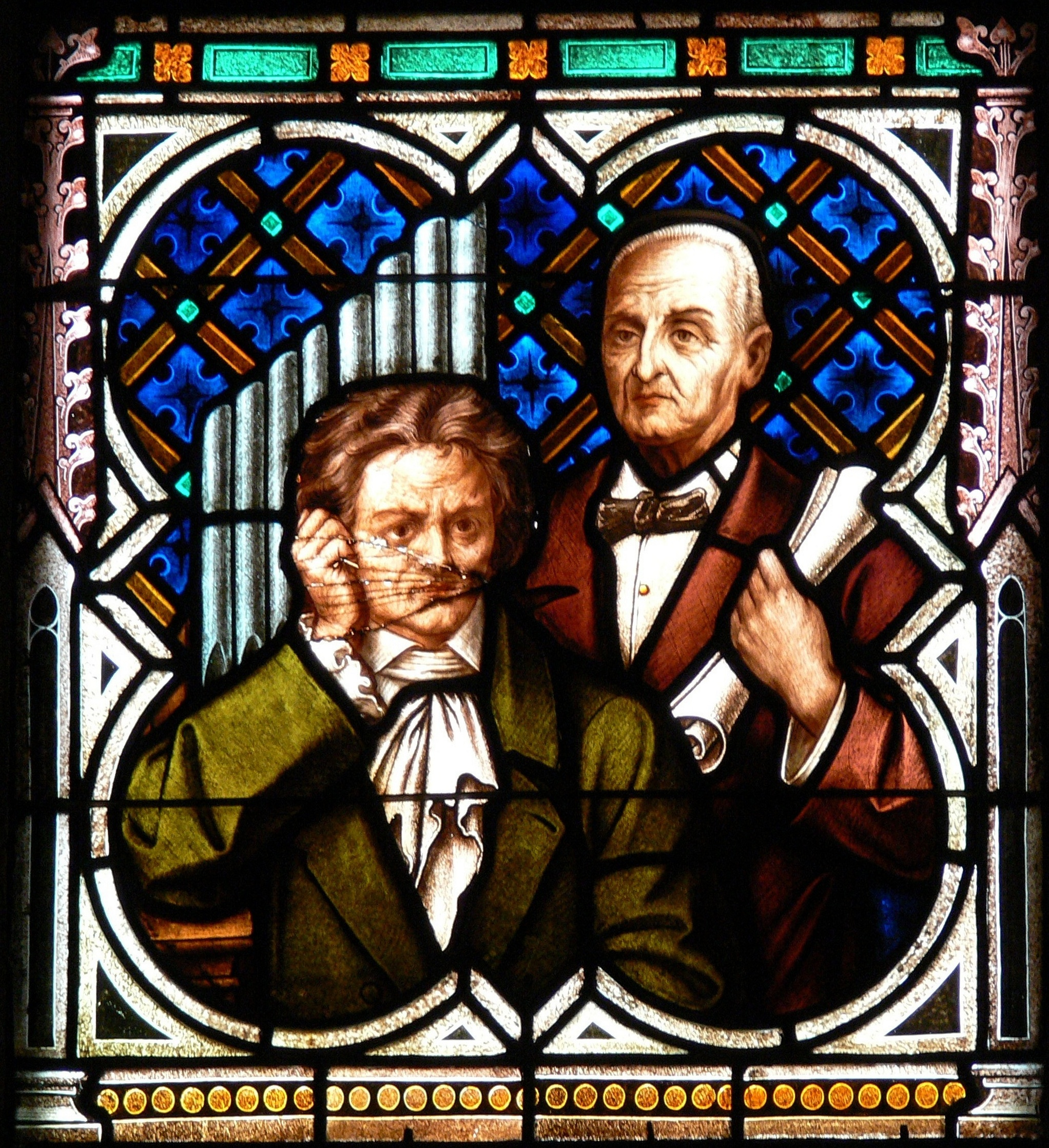
Beethoven et Bruckner commémorés sur un vitrail de la Cathédrale de Linz

Le motet en Allegro moderato commence tranquillement en homorythmie. Max Auer note que l'œuvre a des accointances avec l'Ave verum de Mozart. A. Crawford Howie indique par ailleurs qu'elle « commence très mozartienne mais se poursuit par des progressions typiquement bruckneriennes ». La répétition de la première ligne, à partir d'une note plus haute, est marquée mf, confirmant a Deo factus est plus haut et plus fort, puis en le répétant plus doucement. La basse commence chaque "a Deo factus est". Le musicologue Antoine Tailleur note ici, comme dans beaucoup de motets de Bruckner, « l'isolement de la partie des basses à des moments structurellement importants ». Les basses commencent aussi la deuxième phrase de texte avec un nouveau motif ascendant, marqué f, les autres voix suivent en homorythmie. La ligne est répétée comme une séquence plus haut, marquée ff. Après une pause d'une demi-mesure, les ténors seuls commencent soudain en pp la section du milieu, sur une note répétée, imitée par les sopranos et les altos. Tout au long de cette section, seules les voix supérieures, sans les basses, chantent de façon chromatique sans tonalité stable, dans un crescendo progressif jusqu'au mf. Iso Camartin note dans un article consacré à l'œuvre dans la Neue Zürcher Zeitung : das unanfechtbare Geheimnis (l'irréprochable mystère) apparaît comme unfassbar (incompréhensible) et beunruhigend (inquiétant), décrit par Ryan Turner comme un « chromatisme transparent ».
Après une pause d'une demi-mesure le début est repris. A la mesure 40 factus est est remplacé par Deo sur lequel Bruckner nous offre le seul mélisme de cette composition sinon austère et strictement syllabique. L'auteur du programme pour un CD de l'Oratorio Society de New York CD qui inclut le motet note que le mélisme « tisse un charme éthéré ». Elle mène à une longue pause générale, atteinte « prudemment via cinq mesures », avant de répéter une dernière fois "a Deo, Deo factus est" et de conclure « paisiblement et sereinement ». L'auteur conclut en affirmant que le « Locus iste est une composition envoûtante qui rappelle le calme de la chapelle qu'elle honore ». Écrivant pour Gramophone, Malcolm Riley la décrit « sublime (et trompeusement difficile) ».

## Discographie
Le premier enregistrement de Bruckner de Locus iste a eu lieu dans le début du 20e siècle :
- Karl Luze, Chor der Kaiserlichen Hofmusikkapelle – 78 tours G. C./HMV 44762, c. 1907 (pas d'exemplaire actuellement disponible)

Une sélection des plus de 200 enregistrements du Locus iste :
- Matthew Best, Corydon Singers, Bruckner: Motets – CD: Hyperion CDA66062, 1982
- Philippe Herreweghe, la Chapelle Royale/Collegium Vocale, Ensemble Musique Oblique, Bruckner: Messe en mi mineur; Motets – CD : Harmonia Mundi France HMC 901322, 1989
- Frieder Bernius, Kammerchor Stuttgart, Bruckner: Mass in E minor; Ave Maria; Christus factus est; Locus iste; Virga Jesse  – CD : Sony CL SK 48037, 1991
- John Eliot Gardiner, Monteverdi Choir, Bruckner: Mass No. 1; Motets – CD : DG 459 674-2, 1998
- Dan-Olof Stenlund, Malmö Kammarkör, Bruckner: Ausgewählte Werke – CD : Malmö Kammarkör MKKCD 051, 2004
- Petr Fiala, Tschechischer Philharmonischer Chor Brno, Anton Bruckner: Motets – CD : OMD 322 1422-2, 2006
- Ulf Samuelsson, Ungdomskören OPQ, Sous höga valv – CD : Olaus Petri Församling OPCD001, 2006
- Michael Stenov, Cantores Carmeli, Benefizkonzert Karmelitenkirche Linz – CD/DVD édité par la chorale, 2006 - peut être aussi écouté sur YouTube[19]
- Stephen Layton, Polyphony Choir, Bruckner: Mass in E minor & Motets – CD : Hyperion CDA 67629, 2007,
- Erwin Ortner, Arnold Schoenberg Chor, Anton Bruckner: Tantum ergo – CD : ASC Edition 3, édité par la chorale, 2008
- Otto Kargl, Domkantorei St. Pölten, Bruckner: Messe E-Moll, CD : ORF CD 3174, 2013
- Philipp Ahmann, MDR Rundfunkchor Leipzig, Anton Bruckner & Michael Haydn - Motets – SACD : Pentatone PTC 5186 868, 2021

## Sources
- Anton Bruckner – Sämtliche Werke, Band XXI: Kleine Kirchenmusikwerke, Musikwissenschaftlicher Verlag der Internationalen Bruckner-Gesellschaft, Hans Bauernfeind et Leopold Nowak (Éditeurs), Vienne, 1984/2001
- Cornelis van Zwol, Anton Bruckner 1824-1896 – Leven en werken, uitg. Thot, Bussum, Pays-Bas, 2012.  (ISBN 978-90-6868-590-9)
- Uwe Harten, Anton Bruckner. Ein Handbuch. Residenz Verlag, Salzbourg, 1996.  (ISBN 3-7017-1030-9)